# Горси
Горси (фр. Gorcy) насеље је и општина у североисточној Француској у региону Лорена, у департману Мерт и Мозел која припада префектури Брије.
По подацима из 2011. године у општини је живело 2479 становника, а густина насељености је износила 604,63 становника/km². Општина се простире на површини од 4,1 km². Налази се на средњој надморској висини од 251 метар (максималној 385 m, а минималној 235 m).

## Демографија
| 1962. | 1968. | 1975. | 1982. | 1990. | 1999. | 2011. |
| ----- | ----- | ----- | ----- | ----- | ----- | ----- |
| 2.228 | 2.364 | 2.686 | 2.473 | 2.168 | 2.130 | 2.479 |

График промене броја становника у току последњих година